# هلجا طويل-الصوري
هلجا طويل-الصوري (1969 الكويت -) أَمريكية فِلسطينية تَعمل كَباحِثة إعلامية ومُخرجة أفلام وثائقية وهيَ أُستاذ مُشارك في قِسم الإِعلام، وَالثقافة، وَالإتصالات، وَالشرق الأوسط، وَالدراسات الإِسلامية في جامعة نيويورك. حَصلت على درجة البكالوريس في الفنون من جامعة مكغيل عام 1992، وَحصلت على دَرجة الماجستير في الفُنون من جامعة كاليفورنيا الجنوبية كلية أننبرغ للإتصالات عام 1994، كَما حَصلت أيضاً على دَرجة دُكتور في الفَلسفة مِن كُلية الصحافة والاتصال الجماهيري في جامعة كولورادو بولدر عام 2005.
بدأت هلجا بتصوير فِيلمها الأول في نوفمبر عام 2001 بِعنوان «لا تذهب هناك، لا تنتمي لِهُنا» (بالإنجليزية: Not Going There, Don’t Belong Here)‏، وقد تم تَصويره في مُخيمات مُختلفة للاجئين في لبنان، وقد انتهت منه واكملته في عام 2002، وقد بُثَ الفيلم عدة قنوات أمريكية مِنها قناة فريي سبيتش الأمريكية (Free Speech TV)، كَما عُرض في جامعات ومهرجانات سينمائية في الولايات المُتحدة وفي الخارِج.
قامت هلجا أيضاً بتصوير فيلم بعنوان «أربع وعشرين ساعة في جبع» (بالإنجليزية: twenty-four hours in jabaa)‏ حَيث تم تصويره في قرية جبع الموجودة بالضفة الغربية الفلسطينية، وقد انتهت من الفِيلم في عام 2004، حَيث جَعلت منه فيلم وثائقي تجريبي يَربط بين الأصوات وصُور الحَرب والعُنف مع الثَقافة التقليدية، وقد تم تصويره خلال فترة الانتفاضة الثانية.
رَكزت هلجا في أبحاثها على أَمركة الأراضي الفلسطينية من خلال تطوير الإنترنت، وقد تم استخدام أبحاثها في نَدوة حول المجُتمع المعلوماتي والتعددية الثقافية في إحدى جامعات كوريا الجنوبية، وقد ذَكرت في أحد فصول كُتبها عن بعض الافتراضات النظرية التقليدية التي تعتبر تحدي في مناقشة الاتصالات العالمية، وقالت إن معالجة القضايا المثيرة للجدل هوَ قضية للنقاش في وسائل الإعلام.

## مقالاتها باللغة الإنجليزية
- أينَ السياسية في الدراسات الثقافية في فلسطين؟، المَجلة الدولية للدراسات الثقافية 16 (1): 1-16، 2011.
- لَون الهوية: السياسة والأهمية النسبية لبطاقات الهوية في فلسطين/إسرائيل، نص الاجتماعي 107: 67-97، 2011.
- مرحباً بالتكنولوجيا من غزة، (30-52)، 2011.
- المشي في نيقوسيا، تخيل القدس، الجمهورية 4، 2010.
- قلنديا نقطة تفتيش كما الفضاء واللامكان، الفضاء والثقافة، 14 (1): 4-26، 2011.
- نحو الدراسات الثقافية في فلسطين، الشرق الأوسط مجلة الاتصالات والثقافة، (2) 2: 181-185، خريف 2009.
- مراكز فلسطينية جديدة: الاثنوغرافيا «نقطة تفتيش الاقتصاد»، المجلة الدولية للدراسات الثقافية 12 (3): 217-235، 2009.
- ساحة المعركة السياسية العربية السابقة لألعاب الفيديو على الشارع الفلسطيني، دراسات مقارنة جنوب آسيا وأفريقيا والشرق الأوسط 27 (3): 536-551، خريف 2007.
- قوات العالمية والمحلية لأمة للدولة لم تولد بعد: مفارقات سياسات التلفزيون الفلسطيني، ورقات وستمنستر في الاتصالات والثقافة 4 (3): 4-25، سبتمبر 2007.
- تهميش التنمية الفلسطينية: دروس ضد السلام والتنمية، 49 (2): 75-80، مارس 2006.
- الطريق إلى الوجود والتي تؤدي إلى المنفى: التاريخ واتجاهات الفيلم الفلسطيني، سديم 2 (2): 113-140، يونيو 2005.

## الأفلام الوثائقية
- «لا تذهب هناك، لا تنتمي لِهُنا» (بالإنجليزية: Not Going There, Don’t Belong Here)‏.
- «أربع وعشرين ساعة في جبع» (بالإنجليزية: twenty-four hours in jabaa)‏.

## روابط خارِجية
- موقع هلجا الرسمي.
- موقع كُلية ستنهاردت.

## المَراجع
1. ↑  "Helga Tawil-Souri - Faculty Profiles - NYU Steinhardt". مدرسة ستينهاردت للثقافة والتعليم والتنمية البشرية. مؤرشف من الأصل في 2017-01-10. اطلع عليه بتاريخ 2010-01-23.
2. 1 2  "Film maker Visits Palestinian Refugee Camps in Lebanon". Voices of Palestine. مؤرشف من الأصل في 2012-02-20. اطلع عليه بتاريخ 2010-01-23.
3. ↑  "Curriculum Vitae" (PDF). مدرسة ستينهاردت للثقافة والتعليم والتنمية البشرية. مؤرشف من الأصل (PDF) في 2016-03-03. اطلع عليه بتاريخ 2010-01-24.
4. ↑  "Film screenings by Palestinian Student Association". جامعة ولاية كولورادو. مؤرشف من الأصل في 2012-03-02. اطلع عليه بتاريخ 2010-01-23.
5. ↑  "6th Annual Arab Film Festival 2002". Artsopolis. مؤرشف من الأصل في 2011-07-28. اطلع عليه بتاريخ 2010-01-23.
6. ↑  "isochronism [twenty four hours in jabaa]". يوتيوب. مؤرشف من الأصل في 2017-05-12. اطلع عليه بتاريخ 2016-02-28.
7. ↑  East/P50/ "Interview Archives: Middle East". WILL (AM). مؤرشف من الأصل في 2009-11-06. اطلع عليه بتاريخ 2010-01-23. {{استشهاد ويب}}: تحقق من قيمة |مسار أرشيف= (مساعدة)
8. ↑  Internationalizing Internet Studies: Beyond Anglophone Paradigms. روتليدج. 2009. ص. 32–47. مؤرشف من الأصل في 2020-01-25. اطلع عليه بتاريخ 2010-02-04. {{استشهاد بكتاب}}: الوسيط غير المعروف |الرقم المعياري= تم تجاهله يقترح استخدام |ردمك= (مساعدة)
9. ↑  "Americanizing Palestine Through Internet" (PDF). جامعة يونغنام. مؤرشف من الأصل (PDF) في 2011-07-22. اطلع عليه بتاريخ 2010-01-23.
10. ↑  Global communications: toward a transcultural political economy. Rowman & Littlefield Publishers, Inc. 2008. ص. 263–284. مؤرشف من الأصل في 2020-01-25. اطلع عليه بتاريخ 2010-02-04. {{استشهاد بكتاب}}: الوسيط غير المعروف |الرقم المعياري= تم تجاهله يقترح استخدام |ردمك= (مساعدة)
11. ↑  Janet Wasko (2009). "Review: Paula Chakravartty and Yuezhi Zhao (eds), Global Communications: ..." European Journal of Communication. ج. 24 ع. 4: 495–497. مؤرشف من الأصل في 2020-02-14. اطلع عليه بتاريخ 2010-02-04.
12. ↑  "Me Against The Keyboard". مؤرشف من الأصل في 2019-12-15. اطلع عليه بتاريخ 2010-02-04.
13. ↑  "Press TV The Autograph". مؤرشف من الأصل في 2016-05-16. اطلع عليه بتاريخ 2011-10-07.